# Palora
Palora är en ort i Ecuador.   Den ligger i provinsen Morona Santiago, i den centrala delen av landet, 170 km söder om huvudstaden Quito. Palora ligger 880 meter över havet och antalet invånare är 6 472.
Terrängen runt Palora är huvudsakligen platt, men österut är den kuperad. Runt Palora är det mycket glesbefolkat, med 6 invånare per kvadratkilometer. Det finns inga andra samhällen i närheten. I omgivningarna runt Palora växer i huvudsak städsegrön lövskog.